# Ecuadoreksterstaart
De Ecuadoreksterstaart (Phlogophilus hemileucurus) is een vogel uit de familie Trochilidae (kolibries).
De soort werd voor het eerst beschreven in 1860 door John Gould.

## Verspreiding en leefgebied
Deze soort komt voor van zuidelijk Colombia tot noordoostelijk Peru.